# Tomicobomorpha stellata
Tomicobomorpha stellata är en stekelart som beskrevs av Girault 1915. Tomicobomorpha stellata ingår i släktet Tomicobomorpha och familjen puppglanssteklar. Inga underarter finns listade i Catalogue of Life.